# Alma (rivière)
Pour les articles homonymes, voir Alma.
La rivière Alma (anglais : Alma River) est  située dans la région de Marlborough dans l’Ile du Sud en  Nouvelle-Zélande.

## Géographie
Elle s’écoule à travers une zone accidentée des terres intérieures avant de rencontrer la rivière Severn, pas très loin de l’endroit, où la rivière Severn rencontre la rivière Acheron.